# Monfréville
Monfréville è un comune francese di 110 abitanti situato nel dipartimento del Calvados, nella regione della Normandia.

## Società

### Evoluzione demografica
Abitanti censiti